# Simcha (hudební skupina)
Simcha je česká klezmerová hudební skupina, která vznikla na podzim roku 2007 v Ostravě. Většina jejích členů se poznala ve vokálním souboru Adash, který působil na Ostravské univerzitě pod vedením Tomáše Novotného. Kapela se věnuje interpretaci tradiční i moderní klezmerové hudby v hebrejštině a jazyce jidiš. Za dobu svého působení se zúčastnila řady významných domácích hudebních festivalů a kulturních akcí a vystoupila také v České televizi, TV Noe a Českém rozhlase.

## Členové
- Gabriela Myslikovjanová (zpěv)
- Krystyna Bezecny Przyhoda (viola)
- Lenka Jurečková (flétna)
- Jitka Svobodová (klarinet)
- Tereza Pobucká (akordeon)
- Kateřina Bílá (kontrabas)

## Diskografie
- Chriribim (2010)
- Oyf a Veg (2015)